# Christophe Kern

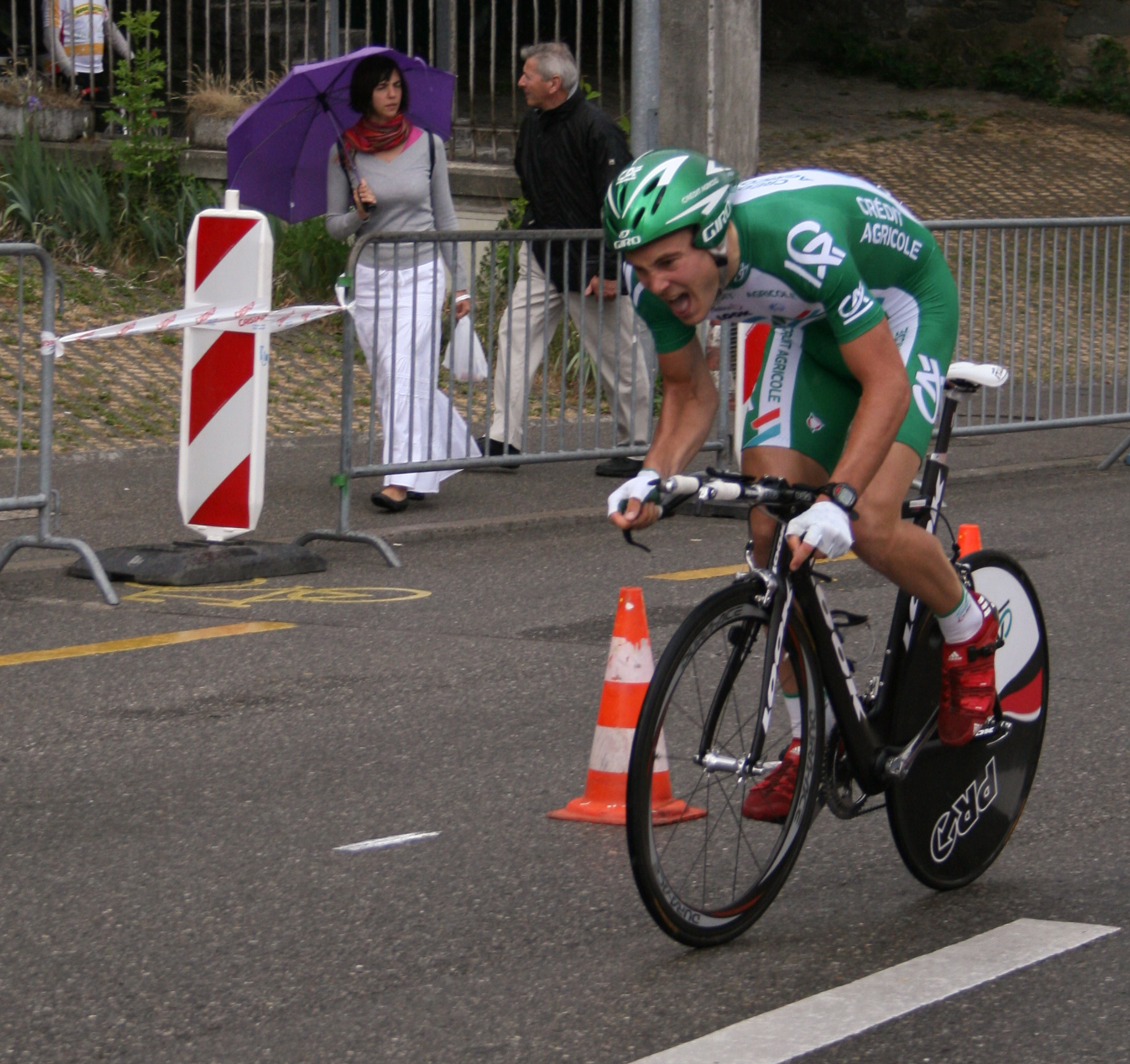
Christophe Kern under Romandiet runt 2007.

Christophe Kern, född 18 januari 1981 i Wissembourg, är en fransk professionell tävlingscyklist. 

## Karriär
Christophe Kern blev professionell med Bouygues Télécom 2003, som sedan 2005 tillhörde UCI ProTour. Men fransmannen hade fått prova på att vara professionell som stagiaire i Française des Jeux 2000 och Bonjour under 2001. Inför säsongen 2007 blev Christophe Kern kontrakterad av det franska UCI ProTour-stallet Crédit Agricole. När stallet lade ned blev fransmannen kontrakterad av det franska stallet Cofidis inför säsongen 2009.
Kern slutade trea på världsmästerskapens linjelopp för juniorer 1999 efter Damiano Cunego och den ryske cyklisten Ruslan Kajomov.
Under säsongen 2002 vann fransmannen Liège-Bastogne-Liège för U23-cyklister. Året därpå kontrakterade det franska stallet Brioches La Boulangère cyklisten och han vann snart den belgiska cykeltävlingen GP Rudy Dhaenens före stallkamraten Anthony Geslin. Ett år senare vann Kern den sjätte etappen av Tour de l'Avenir en minut och fyra sekunder framför spanjoren Moisés Dueñas Nevado.
Kern var med i stallets laguppställning till Giro d'Italia och Vuelta a España under säsongen 2005. Året därpå var han åter med i Vuelta a España. I juni 2006 slutade Kern trea i de ffanska nationsmästerskapens tempolopp efter Sylvain Chavanel och Didier Rous. 
Inför säsongen 2007 blev Kern kontrakterad av Crédit Agricole, som sponsras av en fransk lantbruksbank med samma namn. Under säsongen fick han tävla i Giro d'Italia och Vuelta a España. Under säsongen slutade han också tvåa på Tour de la Région Wallonnes femte etappen efter dansken Lars Ytting Bak.
Under säsongen 2008 slutade Kern tvåa på de franska nationsmästerskapen i tempolopp efter Sylvain Chavanel och i början av juli slutade han tvåa på Tour du Doubs efter Anthony Geslin. Crédit Agricole lade sitt sponsorskap och stallet efter säsongen 2008 men Christophe Kern blev strax därpå kontrakterad av det franska stallet Cofidis.
Kern slutade tvåa på etapp 7 av Tour de France 2009, sju sekunder bakom landsmannen Brice Feillu. Dagen därpå, efter etapp 8, fick Kern iklädda sig den rödvitprickiga bergsmästartröjan, en tröja som han övertog från Feillu.

## Privatliv
Christophe Kern är bror till Jonathan Kern som vann etapp 7 av Tour du Faso 2003.

## Stall
- Française des Jeux (stagiaire) 2000
- Bonjour (stagiaire) 2001
- Brioches La Boulangère 2003–2004
- Bouygues Télécom 2005–2006
- Crédit Agricole 2007–2008
- Cofidis 2009–2010
- Team Europcar 2011–